# フィリップ・マールハイネッケ

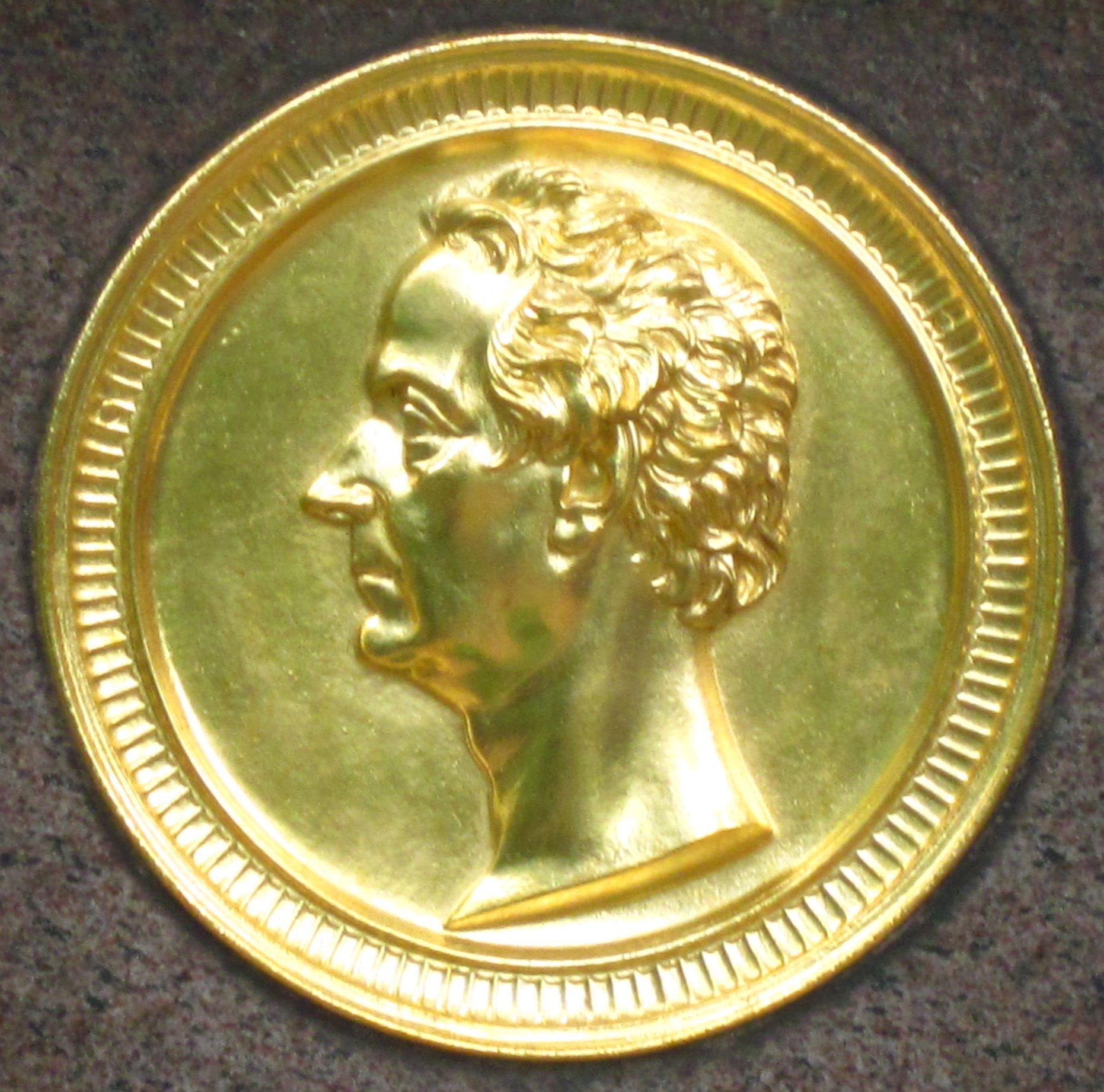
フィリップ・マールハイネッケ

フィリップ・コンラート・マールハイネッケ（Philip Konrad Marheineke, 1780年5月1日 - 1846年5月31日）は、ドイツの神学者・哲学者。ヘーゲル学派の人物として知られているが、右派か中央派かは研究者によって意見が分かれるところである。

## 生涯
ハノーファー近郊ヒルデスハイムの生まれ。ゲッティンゲン大学で神学を学ぶ。1805年にエアランゲン大学の員外教授に指名される。1807年にハイデルベルクに移住。1811年にベルリン大学の哲学の正教授に就任。1820年からは、フリードリヒ・シュライアマハーと共に教会の説教者として活躍する。当初はフリードリヒ・シェリングに影響されていたが、ゲオルク・ヴィルヘルム・フリードリヒ・ヘーゲルが著名になってからは、ヘーゲルの門下生として活躍していった。そして、ヘーゲル右派の代表的な人物としてみなされるようになった。マールハイネッケは、ヘーゲル哲学の伝統的な考え方によって、教会におけるすべての教義を説明しようとした。こうした姿勢は、新しいキリスト教の形式を生み出し、ヘーゲル主義的キリスト教論の礎となった。この考えは、当時ドイツの哲学界を独り占めしていたヘーゲル学派の面々に様々な影響を与えたといえる。

## 思想
マールハイネッケは、こうした考えのキリスト教の教義学を『学問としてのキリスト教の教義基礎論』として出版した。1819年の第1版では、シェリングの影響の元でかかれたものであったが、それ以降の版のものは、ヘーゲル学派のメンバーとして、ヘーゲルの考えに沿ってキリスト教の定義づけに変わってきている。最後の版である第3版は1847年とマールハイネッケの死後に刊行されたものであった。
特にマールハイネッケはキリスト教の信条研究に優れており、『キリスト教の信条』は彼が残した傑作である。『信条学の制度』、『ドイツ宗教改革の歴史』、『ドイツにおける宗教改革の出現と拡大』などがあり、宗教改革に関しての著作もある。